# Herb obwodu tiumeńskiego

Herb obwodu tiumeńskiego.

Herb obwodu tiumeńskiego (ros: Герб Тюменской области) – jest oficjalnym symbolem obwodu tiumeńskiego, przyjętym w obecnej formie 18 września 2008 roku przez obwodową dumę.

## Opis i symbolika
Francuska Tarcza herbowa podzielona na trzy równe poziome pola. Górne pole barwy srebrnej (białej), środkowe błękitnej, a dolne zielonej. W górne pole wpisane trzy specjalne korony, barwy błękitnej, każda o czterech zębach, z tego dwa środkowe są rozdwojone i zwrócone ku wewnątrz. W środkowym polu symbol wschodzącego słońca wraz z promieniami barwy złotej. W dolnym polu łączące się ze znajdującym się powyżej słońcem półkole, w złotym obramowaniu, podzielone przez pionowe czarne i błękitne pasy. Powyżej tarczy znajduje się korona herbowa w formie rosyjskiej Wielkiej Korony Imperialnej. Po każdej ze stron trzymacze heraldyczne w formie dwóch wspiętych czarnych soboli, o złotych pyskach i brzuchach i czerwonych wyciągniętych językach. Każdy z nich stoi na złotej strzale, zwróconej grotem do zewnętrznej strony. Pod nimi błękitna szarfa z dewizą herbową w języku rosyjskim: Сибирью прирастать будет.
Trzy niebieskie korony w górnym polu tarczy herbowej swą ornamentyką nawiązuje do folkloru lokalnych ludów zamieszkujących teren obwodu. Symbolizują one trzy podmioty: obwód tiumeński, a także powiązane z nim okręgi (będące jednocześnie jego częścią, a także niezależnym podmiotem Federacji Rosyjskiej) autonomiczne: Jamalsko-Nienieckim i Chanto-Mansyjskim (Jugrą). Wschodzące słońce symbolizować ma nadzieję na dostatnią przyszłość dla ludów zamieszkujących obwód tiumeński. Dolna część słońca w czarno-błękitnych pasach jest odwołaniem do głównych zasobów naturalnych regionu: ropy i gazu. Wizerunek sobola ze strzałą jest starym wyobrażeniem, które od wieków pojawiało się na herbach związanych z ziemiami syberyjskimi. Wielka Korona Imperialna Rosji podkreśla status obwodu jako ważny człon Federacji Rosyjskiej. Biały (srebrny) kolor symbolizować ma śniegi regionu tiumeńskiego, niebieski jego wielkie rzeki i jeziora, a zielony tajgę. Dewiza jest nawiązaniem do wypowiedzi Michaiła Łomonosowa dotyczącego Syberii, że wraz z rozwojem Syberii rosnąć będzie także potęga Rosji.

## Historia

Herb obwodu tiumeńskiego w latach 1995-2009.

W czasach sowieckich obwód tiumeński nie posiadał własnego herbu, w użyciu była symbolika związana z państwową ideologią. Dopiero rozpad Związku Radzieckiego i transformacja w Rosji sprawiły, że pojawiły się pomysły by nadać obwodowi tiumeńskiemu pierwszy oficjalny herb. Od 1994 r. trwały prace nad projektem i w końcu 1 maja 1995 r. duma obwodu tiumeńskiego przyjęła ustawę wprowadzającą herb obwodu. Była to tarcza francuska barwy szarej, pośrodku znajdował się kontur granic obwodu tiumeńskiego, w barwach białym, błękitnym i zielonym, a w nim złote wschodzące słońce. Pod tarczą słoneczną półokrąg w barwach błękitu i czerni, obok (ale jeszcze na tarczy) dwa brązowe sobole podtrzymujące złotą koronę stylizowaną według lokalnej ornamentyki ludowowej. Pod nimi złota wstęga z napisem w języku rosyjskim "obwód tiumeński". Symbolika herbu była taka sama jak obecnego. Herb ten był jednak sprzeczny z zasadami heraldyki i został skrytykowany przez ekspertów. 
Poprawki naniesiono dopiero ponad dziesięć lat później. 24 października 2008 r. regionalna duma obwodu tiumeńskiego przegłosowała zmianę wyglądu herbu. Zgodność nowego herbu z normami rosyjskiej heraldyki umożliwiła mu wpisanie go do Państwowego heraldycznego rejestru Federacji Rosyjskiej, gdzie otrzymał on numer 4306. Użycie herbu reguluje ustawa obwodowej dumy. Na jej podstawie herb powinien zawsze znajdować się na dokumentach urzędowych wytwarzanych zarówno przez obwodową władzę wykonawczą jak i ustawodawczą. Ma się go umieszczać także na fasadach budynków obwodowej administracji, na pojazdach należących do niej, na listach gratulacyjnych i nagrodach honorowych, a także w innych sytuacjach precyzowanych przez ustawę. Herb występuje także w formie prostej jako tarcza wraz z koroną. 22 czerwca 2012 r. przedstawiciele regionalnej dumy obwodu tiumeńskiego przekazali, na ręce delegacji brytyjskiej ambasady, m.in. wyobrażenie herbu obwodowego jako prezent dla królowej Elżbiety II z okazji jej jubileuszu. 